# Anastrepha cryptostrepha
Anastrepha cryptostrepha är en tvåvingeart som beskrevs av Friedrich Georg Hendel 1914. Anastrepha cryptostrepha ingår i släktet Anastrepha och familjen borrflugor. Inga underarter finns listade i Catalogue of Life.